# Placouš výstřední
Placouš výstřední (Dendraster excentricus) je druh mořské ježovky. Vyskytuje se u pacifického pobřeží Severní Ameriky od Aljašky po Kalifornský poloostrov. Obývá dno písčitých mělčin do hloubky devadesáti metrů. Na příhodných lokalitách je placouš výstřední hojným druhem, např. v zálivu Puget Sound bylo nalezeno na čtverečním yardu až 625 jedinců.
Pro diskovitý tvar těla připomínající minci získal anglické označení sand dollar (písečný dolar). Schránka je tvořena uhličitanem vápenatým, má výšku 1 cm a průměr okolo 10 cm. Má šedohnědou barvu s fialovým odstínem. Panožky vytvářejí strukturu připomínající květ s pěti okvětními lístky, jejíž excentrické umístění na těle dalo živočichovi druhové jméno.
Tato ježovka je aktivní v noci a ve dne se skrývá v písku. K obživě jí slouží Aristotelova lucerna, jíž placouš filtruje mořskou vodu a získává z ní potravu, kterou tvoří převážně klanonožci a larvy korýšů. Mladí jedinci polykají také zrna magnetitu jako zátěž proti mořským proudům.
Rozmnožuje se pohlavní cestou. Klade vajíčka, z nichž se líhnou larvy, které jsou součástí zooplanktonu. Pohlavní dospělosti dosahuje ve věku od jednoho roku do čtyř let a dožívá se až třinácti let. Hlavními predátory placouše výstředního jsou platýs hvězdnatý, krabi a hvězdice.